# Łowcewicze
Łowcewicze (biał. Лоўцавічы; ros. Ловцевичи) – wieś na Białorusi, w obwodzie mińskim, w rejonie wilejskim, w sielsowiecie Chocieńczyce.

## Historia
W czasach zaborów wieś włościańska w powiecie wilejskim, w guberni wileńskiej Imperium Rosyjskiego. W 1866 roku w 14 domach zamieszkiwało 122 osoby.
W latach 1921–1945 wieś a następnie zaścianek leżał w Polsce, w województwie wileńskim, w powiecie wilejskim, w gminie Chocieńczyce.
Według Powszechnego Spisu Ludności z 1921 roku zamieszkiwało tu 179 osób, 14 było wyznania rzymskokatolickiego a 165 prawosławnego. Jednocześnie 6 mieszkańców zadeklarowało polską a 173 białoruską przynależność narodową. Były tu 33 budynki mieszkalne. W 1931 w 40 domach zamieszkiwało 209 osób.
Wierni należeli do parafii rzymskokatolickiej w Ilji i prawosławnej w Chocieńczycach. Miejscowość podlegała pod Sąd Grodzki w Ilji i Okręgowy w Wilnie; właściwy urząd pocztowy mieścił się w Chocieńczycach.
W okresie międzywojennym była tu umiejscowiona strażnica KOP „Łowcewicze”. W 1932 roku obsada strażnicy zakwaterowana była w budynku prywatnym.
W wyniku napaści ZSRR na Polskę we wrześniu 1939 miejscowość znalazła się pod okupacją sowiecką. 2 listopada została włączona do Białoruskiej SRR. Od czerwca 1941 roku pod okupacją niemiecką. W 1944 miejscowość została ponownie zajęta przez wojska sowieckie i włączona do Białoruskiej SRR.
Od 1991 w składzie niepodległej Białorusi.